# Leksa
Leka est un groupe d'îles habitées de la commune de Orkland, en mer de Norvège dans le comté de Trøndelag en Norvège.

## Description
Leksa fait référence à deux îles du détroit de Trondheimsleia (en). Elle est composée de la petite île du nord, Nord-Leksa, et de la plus grande île du sud, Sør-Leksa. Les deux îles sont reliées par une petite chaussée depuis 1986. Il y a environ 30 habitants entre les deux îles avec environ quatre fermes encore en activité.
Leksa possède un magasin et un bureau de poste, et est utilisée comme station de loisirs. Il y a un car-ferry de Vernes sur le continent à Nord-Leksa et dix autres de l'île Garten. Le port de Sør-Leksa est destiné aux catamarans express entre les villes de Trondheim et Kristiansund. Sur Sør-Leksa, il y a un petit port de pêche avec un brise-lames dont les travaux de construction ont été achevés en 1978.
Pendant la Seconde Guerre mondiale, il y avait environ 300 soldats allemands stationnés à Leksa, et il y avait aussi 60 à 70 prisonniers de guerre polonais et russes qui ont été emprisonnés ici pendant environ 2 ans. Ils ont construit des fortifications ici sur le côté ouest de l'île qui s'appelaient Leksa Kystbatteri. Les ruines des fortifications sont encore visibles aujourd'hui.